# 御路

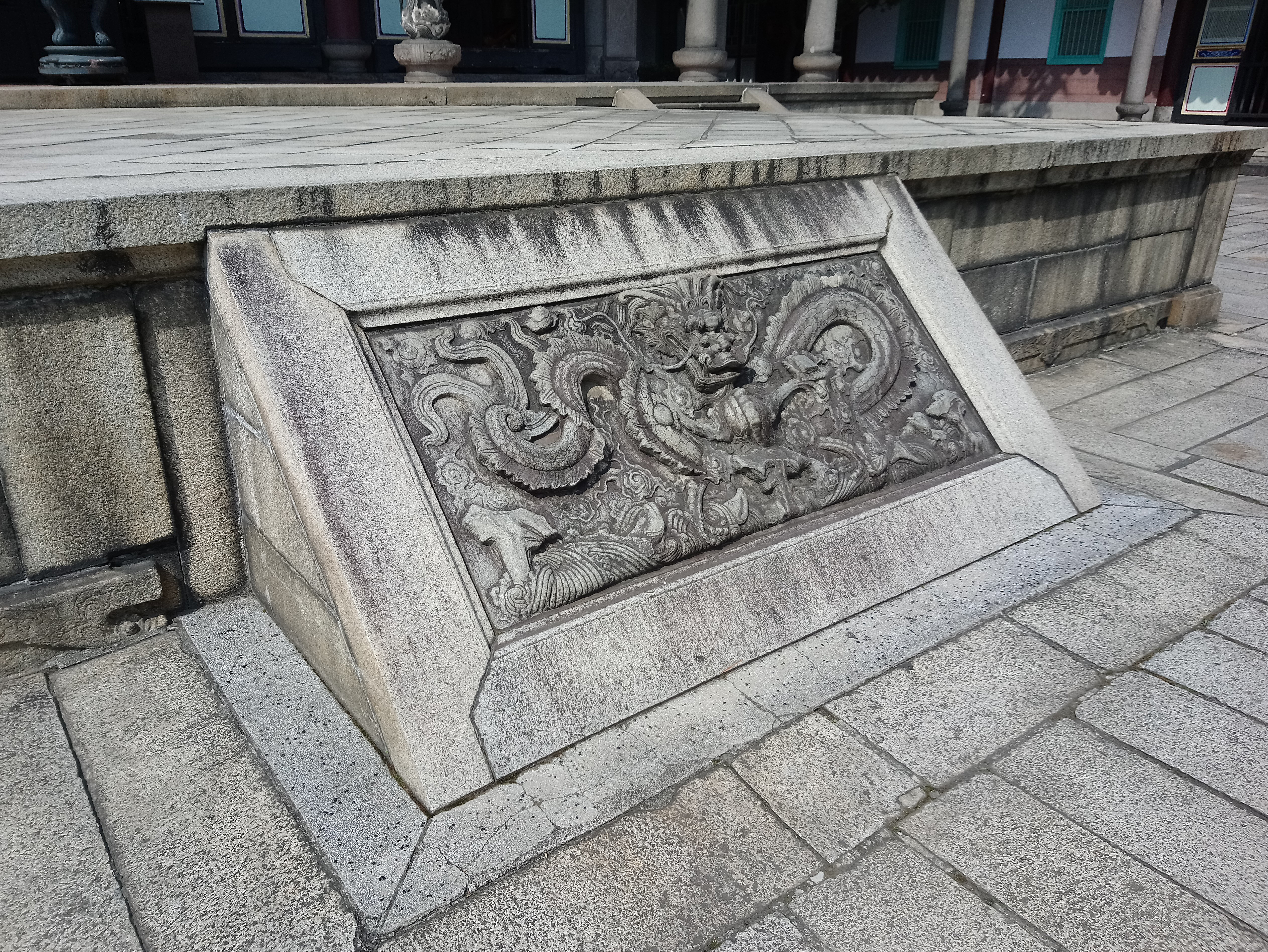
臺北孔子廟大成殿御路

御路，又被稱為龍陞或螭陛，原為古代中國宮殿建築形制，是位於宮殿中軸線上台基與地坪以及兩側階梯間的坡道。该通道被设计为只有皇帝（傳至其他朝鮮、越南、琉球等藩屬國則為國王）才能使用，但因皇帝進出宮殿多以乘輿代步，轎夫行走於台階，於是多將御路雕刻成祥雲騰龍圖案，以示皇帝為真命天子之意。御路後來亦為孔廟所沿用。历史上走在御路上的人，一般而言只有皇帝一人，皇帝出行时，乘车舆出行，轿夫也只在在御路两侧而行，遇有台阶时，一般刻祥云和腾龙图案，称为丹陛石。因此，皇帝的轿夫车夫也不可能走在御路之上。